# Chloé Ridel
Chloé Ridel (ur. 25 listopada 1991 w Clamart) – francuska polityczka i urzędniczka, posłanka do Parlamentu Europejskiego X kadencji.

## Życiorys
Absolwentka szkoły średniej w Nîmes. Ukończyła następnie Instytut Nauk Politycznych w Paryżu oraz École nationale d’administration. Pracowała jako urzędniczka w resorcie gospodarki, była też członkinią rady dyrektorów AIIB. W 2018 współtworzyła stowarzyszenie Mieux Voter, zajmujące się propagowaniem zmian w ordynacji wyborczej. W 2020 brała udział w założeniu lewicowego think tanku Institut Rousseau. W 2023 dołączyła do Partii Socjalistycznej, została jednym z ośmiorga rzeczników tego ugrupowania.
W wyborach w 2024 z ramienia współtworzonej przez socjalistów listy uzyskała mandat posłanki do Europarlamentu X kadencji.